# Leo Kokubo
Leo Brian Kokubo (japanisch 小久保 玲央 ブライアン Kokubo Reo Buraian; * 23. Januar 2001 in Chiba) ist ein japanisch-nigerianischer Fußballtorhüter.

## Karriere

### Verein
Nachdem er in der Jugend erst für den Kashiwa Effort FC gespielt hatte, ging er zu Kashiwa Reysol, wo er nach der U18 zur U19 von Benfica Lissabon nach Portugal wechselte. Hier durchlief er die weiteren U-Mannschaften und stieß zur Spielzeit 2020/21 in den Kader der B-Mannschaft vor. Zuerst saß er hier noch auf der Bank und gab am 18. Januar 2022 bei einer 1:2-Niederlage gegen den FC Porto B sein Debüt in der Segunda Liga. Im weiteren Saisonverlauf kam er noch einige weitere Male zum Einsatz zwischen den Pfosten. Zur Spielzeit 2023/24 wurde er fester Teil des Kaders der ersten Mannschaft, saß hier aber nur auf der Bank. Dafür wurde er in der zweiten Liga nun bis Mitte Januar Stammtorhüter, wonach er aber von André Gomes ersetzt wurde.
Zur Saison 2024/25 wechselte er zum VV St. Truiden in die belgische Division 1A. In seiner ersten Saison bestritt er 33 von 36 möglichen Ligaspiele für St. Truiden. Dabei fehlte er in zwei Spielen wegen seiner Teilnahme an den olympischen Sommerspielen.

### Nationalmannschaft
Für die japanische U16, U18 und U19 stand er jeweils einmal im Kasten. Es folgten zwei weitere Freundschaftsspiele mit der U21 und einige bei der U23. Mit dieser nahm er an der Asienmeisterschaft 2024 teil und agierte als Stammtorhüter bei dem Turnier, welches seine Mannschaft am Ende mit 1:0 im Finale über Usbekistan gewann. Mit dem Titel qualifizierte sich seine Mannschaft so auch für die Olympischen Spiele 2024 in Paris.
Dort gehörte er zum japanischen Turnier-Kader und kam beim Eröffnungsspiel des Turniers, einem 5:0-Sieg über Paraguay, auch gleich zu seinem Olympiadebüt.